# Hunas
Hunas ist ein Gemeindeteil der Gemeinde Pommelsbrunn im Landkreis Nürnberger Land (Mittelfranken, Bayern). Hunas liegt in der Gemarkung Hartmannshof. Die Entdeckung der Höhlenruine von Hunas verlieh dem Ort überregionale Bedeutung.

## Lage
Der Weiler liegt nördlich von Hartmannshof auf einer Hochfläche der Hersbrucker Alb. Man erreicht den Weiler von Hartmannshof aus über eine an der Firma Sebald Zement vorbeiführende Straße.

## Ortsname
Der Name Hunas leitet sich vermutlich von einer Siedlung eines Honung, Huning, Hunan oder später in verkürzter Form eines Hono, Honi oder Huno ab. Um 1300 hieß es Honus bzw. Honunges, 1391 Honings, 1529 Huneas, 1733 Hunnas, 1840 Hunas. Honung ist ein altdeutscher Familienname.

## Geschichte
Schon um 1300 wurde Hunas im Urbar der Propstei Hersbruck des Klosters Bergen erwähnt. Der Ort war Eigentum  des Klosters Bergen bei Neuburg an der Donau. Nach dem Landshuter Erbfolgekrieg von 1504/05 gehörte Hunas für drei Jahrhunderte zum Landgebiet der Reichsstadt Nürnberg und wurde in dieser Zeit von dessen Pflegamt Hersbruck verwaltet. Dieses übte sowohl die Hochgerichtsbarkeit, als auch die Dorf- und Gemeindeherrschaft über den Ort aus. Im Grundstücksverzeichnis der ehemaligen Hersbrucker Propsteigüter zu Hunas wurden 1539 Äcker und Waldungen „Vnnterm Haunstein“ registriert. Im Jahr 1806 fiel der Weiler Hunas an das Königreich Bayern und wurde der Ruralgemeinde Hartmannshof zugeordnet. Diese wurde am 1. Januar 1977 in die Gemeinde Pommelsbrunn eingegliedert.

## Beschreibung
Der Ort ist ländlich geprägt. Es gibt dort keine Geschäfte und keine Gasthäuser.

## Baudenkmäler

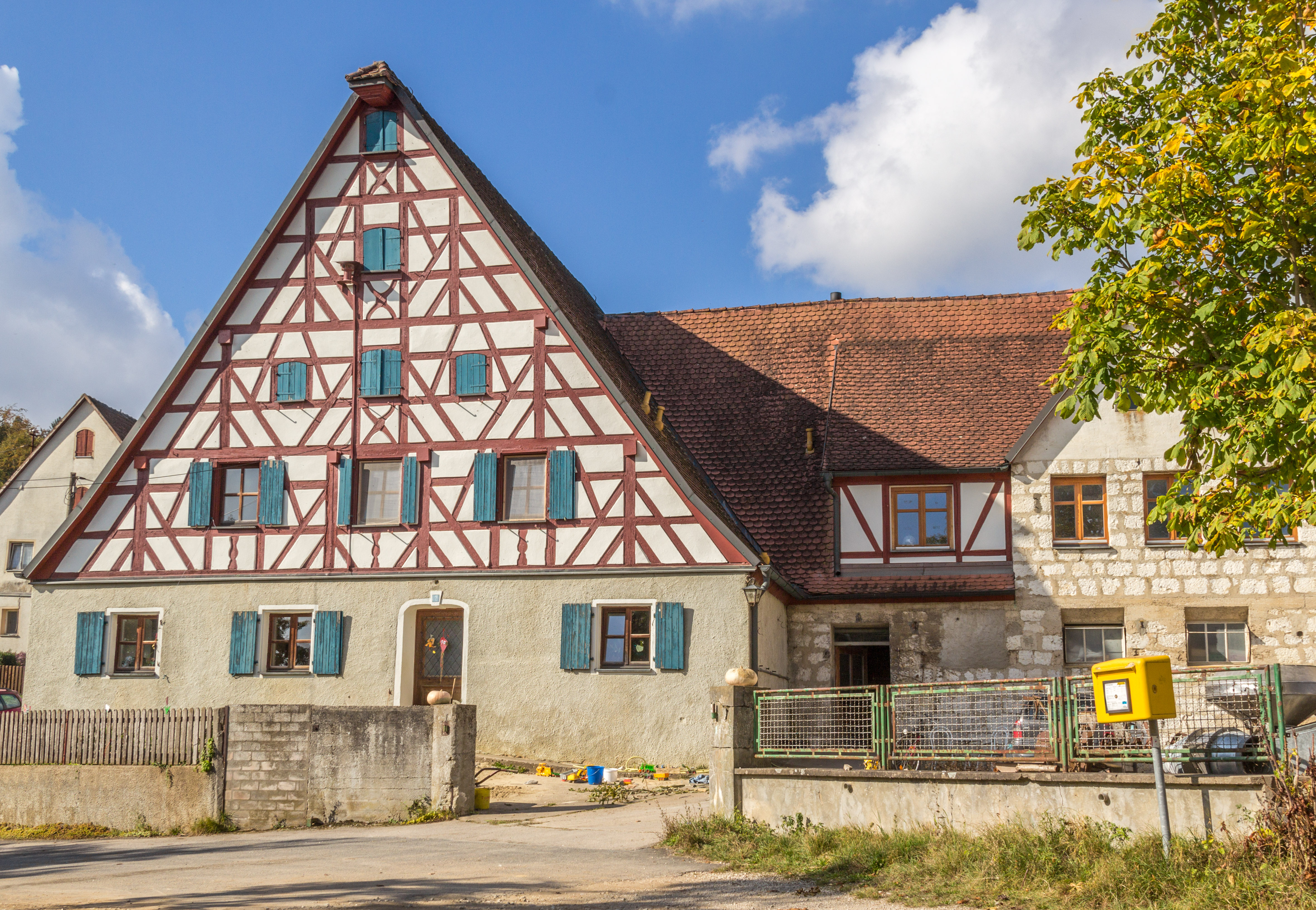
Ehemaliges Wohnstallhaus

Im Ort befinden sich einige als Baudenkmal ausgewiesene Gebäude.

## Steinberg-Höhlenruine

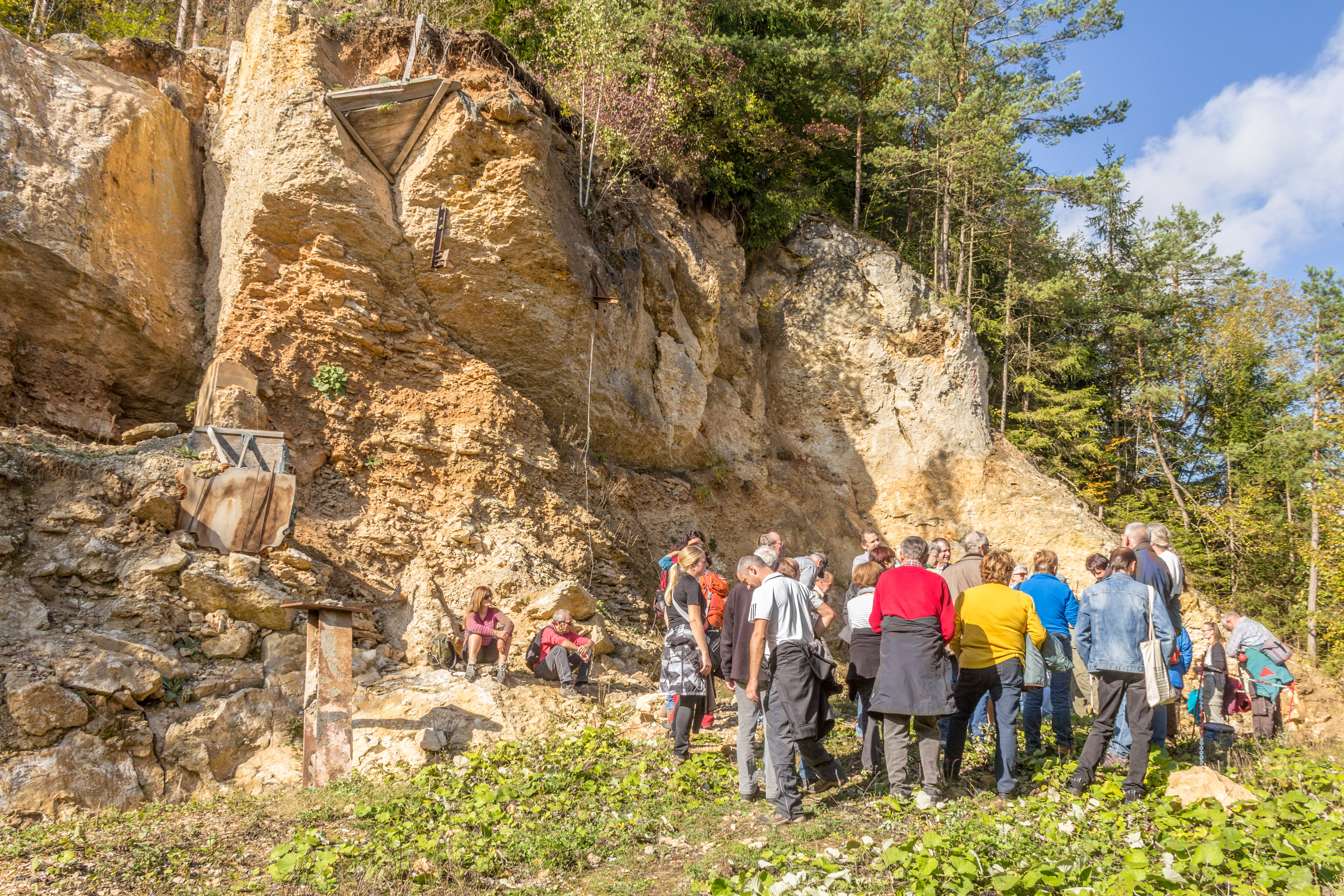
Steinberg-Höhlenruine, letzte Führung im Oktober 2016

Die Steinberg-Höhlenruine, auch unter dem Namen Höhlenruine von Hunas bekannt geworden, wurde im Mai 1956 von dem Erlanger Universitätsprofessor Florian Heller entdeckt. Die Heller’schen Grabungen wurden 1964 abgeschlossen, 1983 wieder aufgenommen und 2016 beendet. Die Ablagerungsschichten stellten sich als ein weit über Bayern hinaus einzigartiges Archiv dar, in dem das Klima und die Umweltbedingungen des Eiszeitalters über einen langen Zeitraum hinweg dokumentiert waren.
Neben zahlreichen Artefakten wurde dort auch der Weisheitszahn eines Neandertalers gefunden.
Ein Teil der Funde sowie eine Kopie des Neandertaler-Zahns kann in dem 2011 eröffneten Museum Urzeitbahnhof Hartmannshof im ehemaligen Bahnhofsgebäude des nahe gelegenen Bahnhofs Hartmannshof besichtigt werden.